# مداخلة سريعة

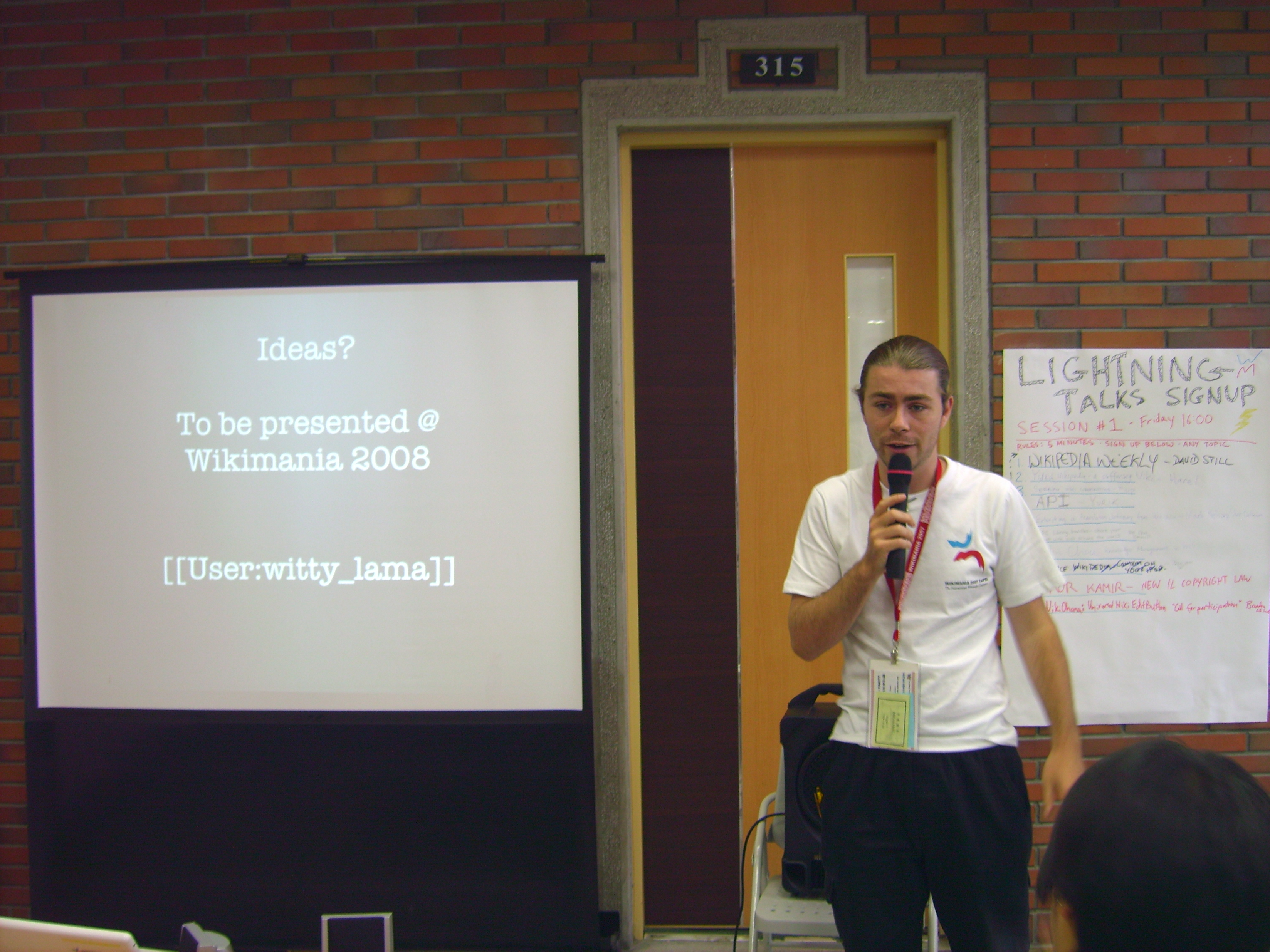

مداخلة سريعة، (بالإنجليزية: Lightning talk)‏ أو الحديث الومضي أو كلام بسرعة البرق، هو خطاب قصير يقدم في المؤتمرات أو أي ملتقى آخر. وبخلاف العروض التقليدية، فإن مدة خطاب البرق لا يتعدى الدقائق المعدودة. وعادة ما يقدم خطباء مختلفون العديد من هذه الأحاديث في خلال فترة واحدة من فترات المؤتمر أو الملتقى.

## التسمية
المصطلح العربي هو ترجمة لمصطلح إنكليزي يتألف من «توك» أي تكلم، أو خطابة و«لايتنينغ» أي برق وتدل على السرعة الفائقة. لذا، يمكن استعمال العديد من المصطلحات العربية لإعطاء نفس المعنى مثل «الكلام بسرعة البرق» أو الخطاب الوميضي. ولا يوجد مصطلح عربي موحد للكلمة.
وهناك من استخدم مصطلح «داتا بليتز» (بالإنجليزية: data blitz)‏ أي صخب البيانات وبخاصة في المؤتمرات المتعلقة بالعلوم أ الاجتماعيات.

## تاريخ
يعتقد أن خطابات البرق قد نشأت في مؤتمر بايثون في عام 1997، حيث كانت تسمى خطابات قصيرة. مصطلح "خطاب البرق" كان من قبل مارك جيسون دومينوس خلال مؤتمر آخر على بيرل هو "واي أي بي سي (بالإنجليزية: YAPC)‏19100 المقام في يونيو 2000 وانتشرت تدريجيا في المؤتمرات التقنية الأخرى.

## الأسلوب
تختلف أسلوب خطابة البرق بحسب الفعالية المقابة بها. معظم المؤتمرات التقليدية تحدد مدة الكلام ما بين 30 إلى 90 دقيقة ويرتبون الخطابات واحدة تلو الأخرى. أما في حالة خطابات البرق، فيحدد طول الخطاب ما بين دقيقة و 10 دقائق كحد أقصى. والمعدل العام هو 5 دقائق. ويقوم القيمون باتخاذ الإجرآت اللازمة لتسهيل الانتقال من خطيب إلى آخر. فمثلا، قد يمنعون استعمال الشرائح الإلكترونية أو يستعملون جهاز حاسوب واحد حيث تحفظ كل الشرائح عليه قبل بدء الفعالية.